# Замок Баллінамона
Замок Баллінамона (англ. Ballynamona Castle) — один із замків Ірландії, розташований в графстві Корк, біля селища Ан Шенбалє Мор. Замок баштового типу. Нині лежить в руїнах.
Замок являє собою чотирьохповерховий квадратний будинок-вежу з маленькими башточками в протилежних кутах вежі. Колись до замку примикав житловий особняк, від якого нині лишився тільки фундамент.

## Історія замку Баллінамона
Замок Баллінамона був побудований біля 1600 року аристократичною родиною Негл. До ХІХ століття замок був заселений. На стінах замку була давня ритуальна скульптура «Шіла-на-Гіг» — скульптура потворної оголеної жінки з гіпертрофованими статевими органами і ознаками, яку будували на замках Ірландії для захисту від злих сил. Але в 1894 році цю скульптуру вирізали зі стіни замку і прикріпили біля входу. У 1900 році чи то вандали чи то святенники знищили цю скульптуру. Очевидно, тодішній власник замку — Гаррет Негл не має до цього відношення, бо він тоді жив в Лондоні, а замок уже був закинутий.